# Paradiso sul mare

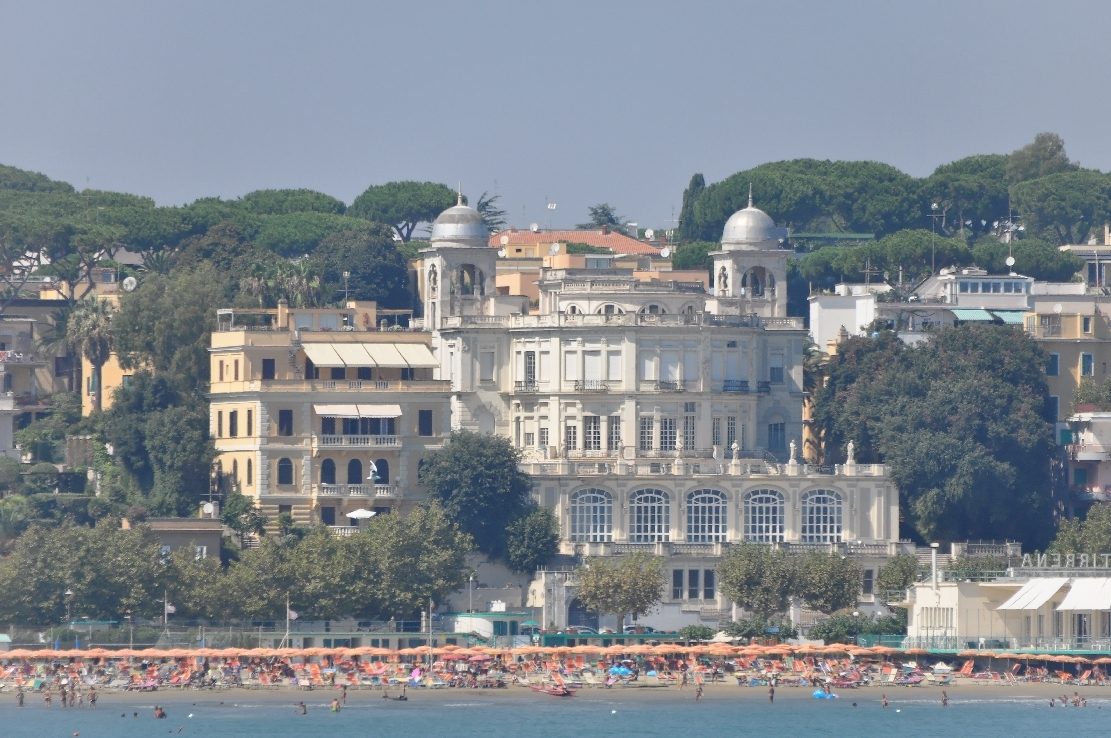
Paradiso sul mare

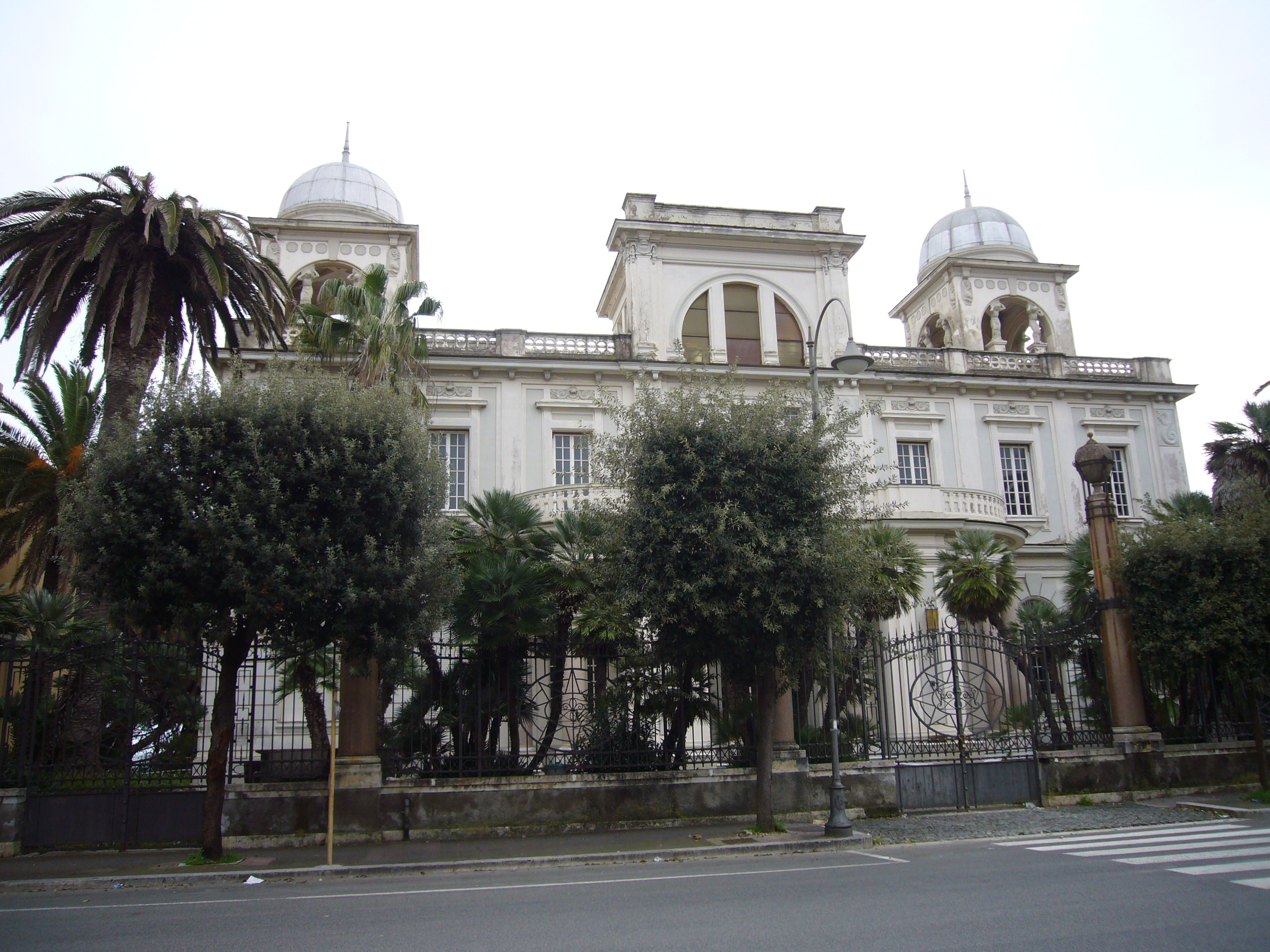
Vista desde el lado terrestre

El Paradiso sul mare (lit. 'Paraíso sobre el mar'), es un palacio histórico art nouveau, construido en Anzio, Italia por el arquitecto Italiano Cesare Bazzani.

## Historia
Terminado en 1924, el palacio se encuentra en el paseo marítimo de la ciudad de Anzio, donde, en 1944, las fuerzas aliadas desembarcaron durante Segunda Guerra Mundial (batalla de Anzio). 
El edificio Paradiso sul mare hoy es propiedad de la municipalidad de Anzio.
Los salones del palacio inicialmente fueron destinados como casino de juego así como un centro para la moda y el turismo de la ciudad de Anzio. Por muchas razones, el casino nunca fue abierto. 
Paradiso sul mare es también utilizado para exposiciones de arte y como escenografía por el cine. Famosos directores de cine como Federico Fellini y Alberto Sordi, utilizaron el edificio para realizar películas como Amarcord y Polvere di stelle.

## Exposiciones
- Controluce, Giuliano Giganti, Paradiso sul mare (2004)
- Teknemedia, archivi Archivado el 9 de enero de 2015 en Wayback Machine., Bianca Madeccia, Rocco Paternostro, Luca Pietrosanti (2006)
- Il Litorale, arti visive, teatro, danza e musica, con circa trenta artisti delle varie discipline (2006)
- Anzio, Nettuno informa, Modellini militari (2007)
- Arte brasiliana Archivado el 9 de enero de 2015 en Wayback Machine., Dominique Le Comte, Joseph Pace, Carlos Araujo (2010)
- Trezeri Quarantadue Archivado el 9 de enero de 2015 en Wayback Machine., Un nuovo obiettivo per Anzio, Paradiso sul mare (2010)
- Provincia di Roma Archivado el 9 de enero de 2015 en Wayback Machine., Marilda Dib (2010)
- Anzio Nettuno informa, Roger Waters (Pink Floyd) recibe la ciudadanía honoraria de Anzio (2013)
- Sbarco di Anzio 70 Aniversario del Desembarco de Anzio (2014)